# 143 (álbum de Katy Perry)
143 es el séptimo álbum de estudio de la cantante estadounidense Katy Perry, publicado el 20 de septiembre de 2024 por Capitol Records. El título del álbum simboliza la frase «te quiero» y el «número angelical» asociado con la cantante. Para lograr un ambiente de fiesta y baile, Perry retomó colaboraciones con Max Martin, Dr. Luke y Stargate, además de trabajar por primera vez con Vaughn Oliver y Rocco Did It Again!. El disco incluye a la cantante alemana Kim Petras y a los raperos estadounidenses 21 Savage, Doechii y JID. 
Antes del lanzamiento, Perry presentó tres sencillos. El primero, «Woman's World», salió el 11 de julio de 2024 y alcanzó el puesto 63 en el Billboard Hot 100 de Estados Unidos, el 47 en las listas del Reino Unido y el 65 en el Billboard Global 200, como su segunda entrada más alta en esta última lista. Más adelante, lanzó «Lifetimes» el 8 de agosto y «I'm His, He's Mine», en colaboración con Doechii, el 13 de septiembre. Comercialmente, el álbum debutó en el sexto lugar tanto en el Billboard 200 como en la lista de álbumes del Reino Unido, además de figurar en el top 10 en otros ocho países. 
La crítica recibió 143 de manera negativa, considerándolo uno de los puntos más bajos en la carrera de la cantante. Los comentarios destacaron una composición débil y una producción anticuada e insípida, con algunas reseñas que lo compararon con música generada por inteligencia artificial. Alexis Petridis, de The Guardian, describió el álbum como mediocre, aunque «lejos de ser un desastre total». Helen Brown, de The Daily Telegraph, lo calificó como «desastroso» e inepto. Stewart Sowman-Lund, de The Spinoff, afirmó que el disco confirma la pérdida de creatividad de Perry y señaló a Prism (2013) como su último éxito relevante.  La recepción crítica desató un debate en los medios. Nick Levine, de la BBC, sugirió que la opinión pública pudo haber estado influenciada por una combinación de misoginia y prejuicios hacia artistas femeninas mayores de 35 años. 
El 20 de diciembre de 2024, salió la edición deluxe del álbum, 1432, con cuatro temas adicionales y el sencillo «OK». Perry promocionará el álbum en 2025 con su gira The Lifetimes Tour.

## Antecedentes y concepto
En agosto de 2020, Katy Perry lanzó su sexto álbum de estudio, Smile, que recibió críticas mixtas. Algunos periodistas lo consideraron un fracaso comercial. Tres años después, la cantante anunció en una entrevista en Good Morning America que trabajaba en nuevo material inspirado en un «lugar de amor». En febrero de 2024, la compositora apareció en Jimmy Kimmel Live! para confirmar su salida del panel de jueces de American Idol al finalizar la vigesimosegunda temporada, con el objetivo de «sentir ese pulso a mi propio ritmo» y lanzar música tras un periodo en el estudio. En abril, declaró en Access Hollywood que preparaba un álbum «muy alegre y brillante».
En junio de 2024, Rolling Stone informó que la artista retomó el trabajo con productores habituales como Max Martin, Stargate y Dr. Luke. El 10 de julio de 2024, la compositora, durante una transmisión en sus redes sociales, describió 143 como un álbum de baile: «Este disco tiene muchísima energía, es súper veraniego, tiene un ritmo muy acelerado. Acabamos de hacer una fiesta familiar de baile con una de las canciones, y está lleno de tanta alegría, tanto amor, tanta luz». Además, anunció que preparaba un álbum acústico como continuación de 143.143 mezcla pop, dance pop y europop, abordando temas como el amor, la maternidad y el feminismo.
En una entrevista exclusiva con Zane Lowe, la intérprete explicó que el título del álbum refleja su número angelical simbólico: «Hace un par de años atravesamos un momento difícil en términos médicos en nuestra familia, lo cual resultó aterrador, y comencé a ver el 143 de muchas maneras diferentes, no solo en el teléfono. Era algo casi alucinante. Lo busqué y descubrí que es un código para “te quiero”. Creo firmemente que eran mis ángeles, mis guías, diciéndome: “Te queremos. Te cuidamos. Te vamos a proteger. Estás exactamente donde debes estar. Estás en el camino correcto”».

## Lanzamiento y promoción

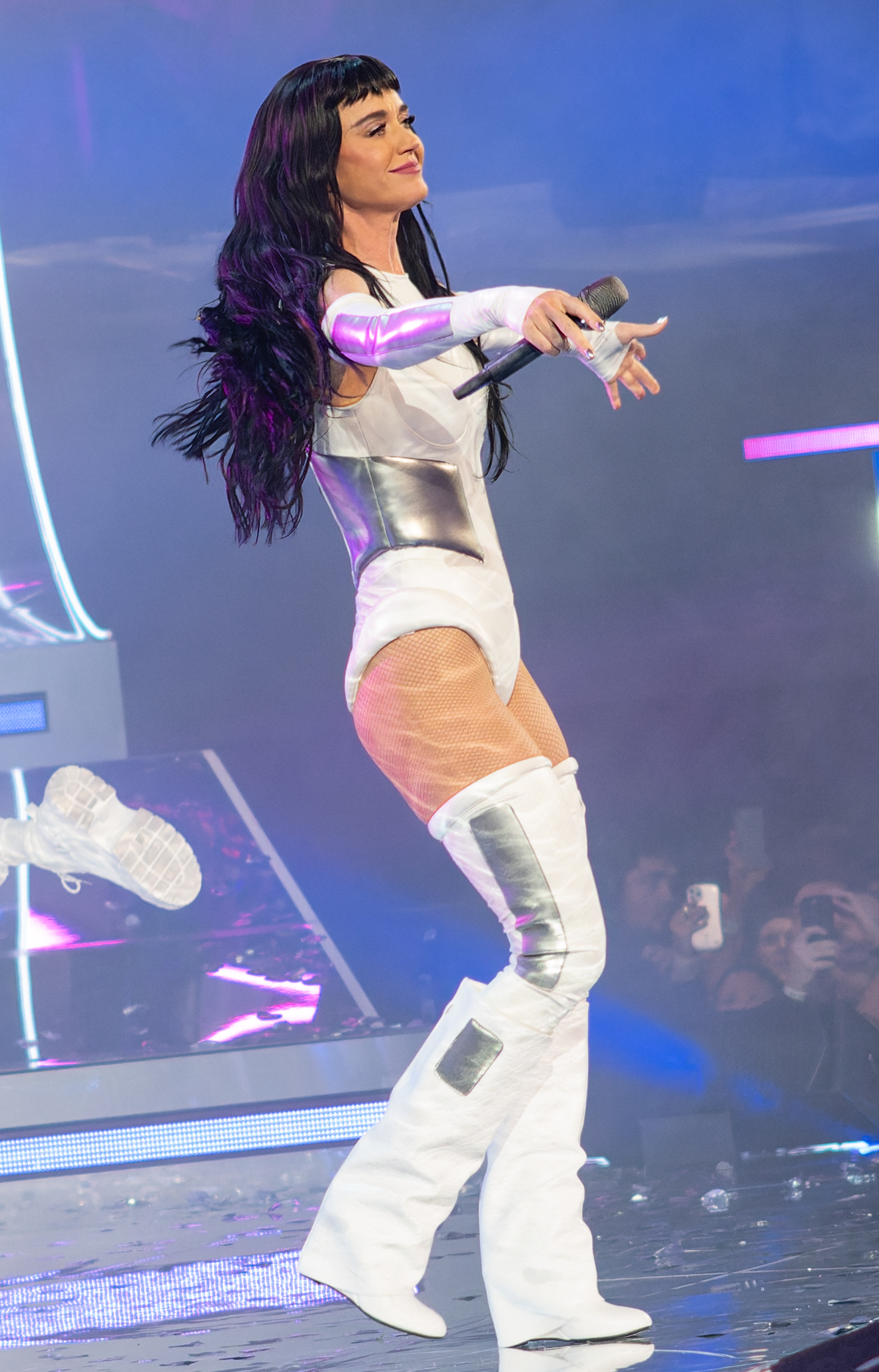
Perry actuando en el Methodist Central Hall, Westminster en 2024.

El 10 de julio de 2024, Katy Perry anunció que su séptimo álbum, titulado 143, se lanzaría el 20 de septiembre de 2024 bajo el sello Capitol Records, coincidiendo con su presentación como cabeza de cartel en el Festival Rock in Rio, en Brasil. Ese mismo día, la cantante realizó una transmisión en redes sociales para adelantar canciones del álbum, entre ellas «Nirvana», «Gimme Gimme» con la colaboración de 21 Savage y «I'm His, He's Mine» junto con Doechii, que incluye un sample de «Gypsy Woman» de Crystal Waters. En su entrevista con Zane Lowe, la intérprete compartió fragmentos de otras dos canciones de 143: «Lifetimes» y «Gorgeous». El álbum estuvo disponible en ocho ediciones de vinilo, cuatro de CD, un casete y varias versiones digitales con pistas adicionales exclusivas. El 11 de diciembre de 2024, la compositora ofreció un concierto único, Katy Perry: Night of a Lifetime, en el Methodist Central Hall, Westminster, en Londres. El especial se grabó y se transmitió el 21 de diciembre en ITV1.

### Sencillos

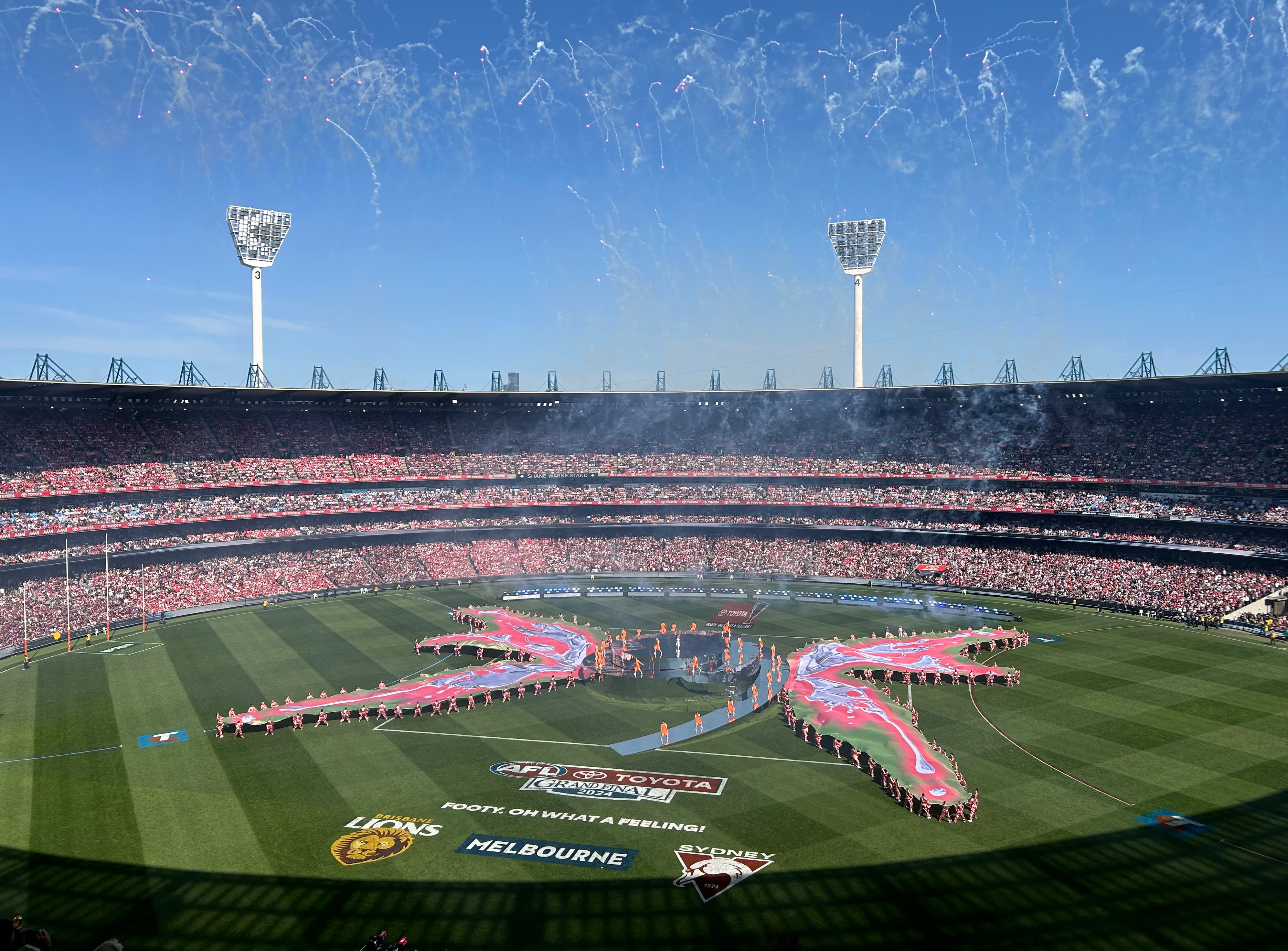
Perry actuando en la Gran Final de la AFL de 2024.

El primer sencillo, «Woman's World», salió el 11 de julio de 2024. La canción y su video musical recibieron críticas negativas tanto de expertos como del público. Varios periodistas lo atribuyeron al «mal gusto» en la estrategia de marketing del álbum, que consideraron perjudicial para la imagen comercial de la cantante, afectada por Witness y Smile. También se criticó su colaboración con Dr. Luke, acusado de acoso sexual por Kesha. El segundo sencillo, «Lifetimes», un tema de Italo house, salió el 8 de agosto de 2024. En su video musical se reveló la lista de canciones de 143. El video causó controversia tras la acusación del gobierno de las Islas Baleares, España, por invadir dunas ecológicamente protegidas, lo cual fue desmentido por el sello Capitol.
La cantante interpretó «I'm His, He's Mine» junto con Doechii y «Lifetimes» en un popurrí durante los MTV Video Music Awards de 2024, el 11 de septiembre. «I'm His, He's Mine» se lanzó como sencillo dos días después, el 13 de septiembre. El mismo día del lanzamiento del álbum, la compositora cantó «Woman's World», «Gimme Gimme», «Gorgeous», «I'm His, He's Mine» y «Lifetimes» en Rock in Rio. El 28 de septiembre de 2024, interpretó «Gorgeous» y «Lifetimes» durante la final de la AFL. «OK» se envió a la radio el 20 de diciembre de 2024 como cuarto sencillo del álbum en Italia. Tanto «Lifetimes» como «I'm His, He's Mine» tuvieron un rendimiento limitado en las listas principales, pero alcanzaron el top 40 en varias listas de reproducción. «I'm His, He's Mine» fue el segundo sencillo en llegar al top 30 de la Billboard Pop Airplay Chart, después de «Woman's World».

## Recepción

### Crítica
El álbum recibió críticas mayoritariamente negativas y fue catalogado como el peor trabajo de la intérprete. En Metacritic, obtuvo una puntuación promedio de 37 sobre 100, basada en 18 reseñas, lo que refleja opiniones «generalmente desfavorables». Es el álbum con la calificación más baja de su carrera y de toda la década de 2020 en el sitio web.
Las reseñas coincidieron en considerarlo poco impresionante y derivativo. Alexis Petridis, de The Guardian, lo calificó como un álbum pop mediocre, aunque «lejos de ser un desastre total». Amanda Petrusich, de The New Yorker; Ludovic Hunter-Tilney, de Financial Times; y Peter Piatkowski, de PopMatters, afirmaron que la artista perdió la frivolidad y la «excéntrica picardía caricaturesca» que hacía sus canciones «ágiles y divertidas». Robin Murray, de Clash; Tom Williams, de Slant; Ed Potton, de The Times; y Nick Levine, de NME, describieron el álbum como monótono y poco satisfactorio, con pocos momentos destacables. Tanatat Khuttapan, de The Line of Best Fit, lo calificó como una colección de «rellenos de club sin sentido», mientras Helen Brown, de The Daily Telegraph, lo describió como un disco «desastroso» e inepto. Carl Wilson, de Slate; Callie Ahlgrim, de Business Insider; y Guy Oddy, de The Arts Desk, opinaron que no hay canciones rescatables más allá de los tres sencillos principales. La producción anticuada fue un punto recurrente de crítica. Petridis, Murray y Mikael Wood, de Los Angeles Times, señalaron que la música de la cantante no encaja en una escena pop definida por los sonidos frescos de artistas como Sabrina Carpenter y Chappell Roan. Algunos críticos incluso sugirieron que el uso de inteligencia artificial pudo influir en la baja calidad percibida del álbum.

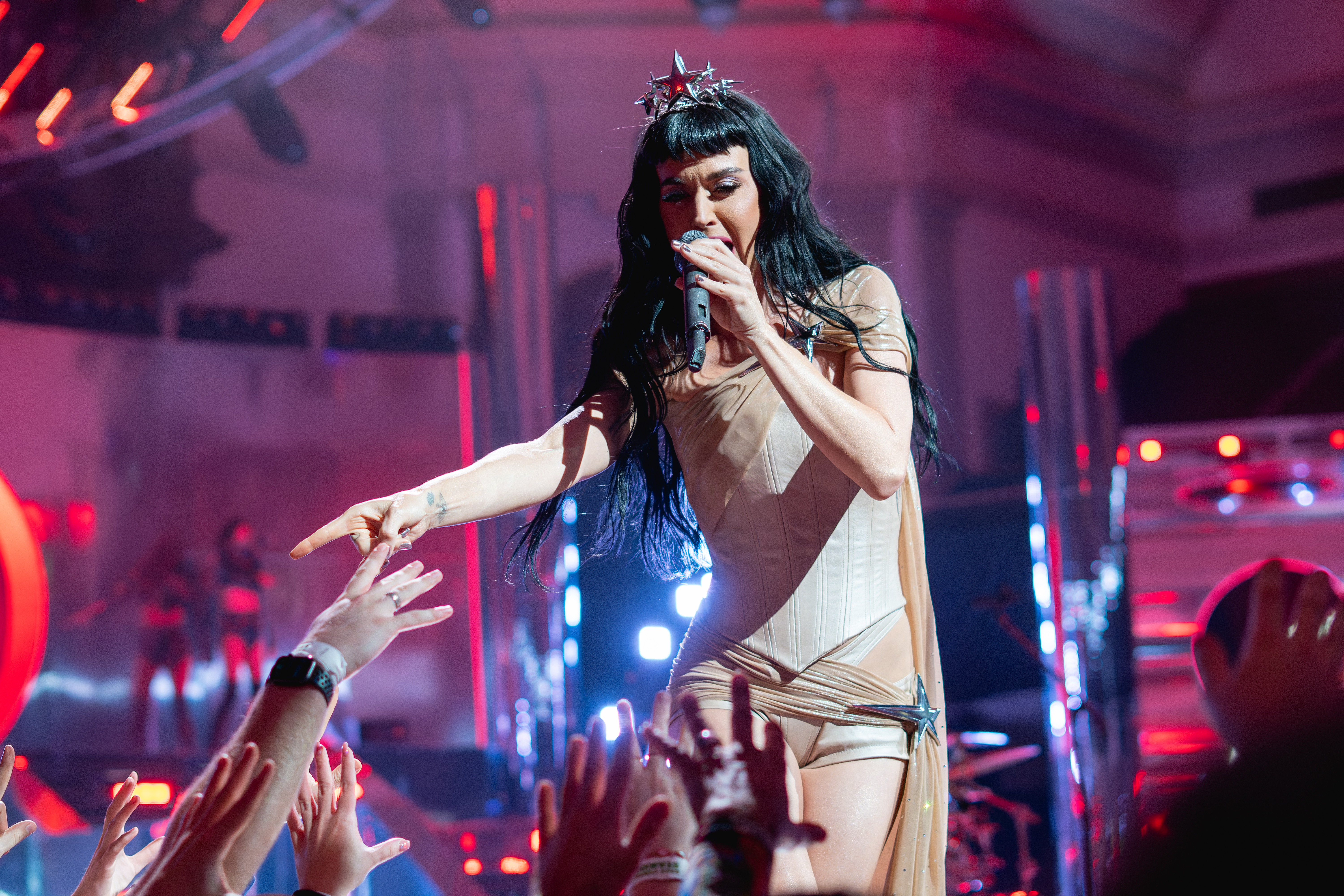
Perry interpretando «Woman's World» en el Methodist Central Hall.

Chris Kelly, de The Washington Post; Maura Johnston, de Rolling Stone; y Hunter-Tilney coincidieron en que 143 fracasa al intentar recuperar el auge creativo de la intérprete, resultando en música pop «tan pasada de moda como Vine». Rich Juzwiak, de Pitchfork, destacó el fracaso comercial de 143 tras los pobres resultados de Witness (2017) y Smile (2020), sugiriendo que lanzar discos «tan malos que son buenos» podría formar parte de su estrategia. Steven Horowitz, de Variety, calificó el álbum como un nuevo punto bajo en su carrera, afirmando que recurrir a su catálogo anterior para crear nuevas canciones fue una mala decisión. Algunos críticos, como Stewart Sowman-Lund, de The Spinoff, concluyeron que 143 confirma la pérdida de creatividad de la cantante, considerando Prism (2013) como su último éxito destacado. Entre las pocas opiniones positivas, Rania Aniftos, de Billboard, lo definió como un álbum «característico de Katy Perry» que sus seguidores disfrutarán. Horowitz, Petridis y Khuttapan señalaron «Wonder» como la mejor canción del álbum, destacando su sinceridad emocional. Hunter-Tilney reflexionó que «un redescubrimiento como clásico kitsch» podría ser la única salvación para 143.
El recibimiento crítico generó debate mediático. Nick Levine, de la BBC, opinó que la recepción pudo haberse afectado por una combinación de misoginia y prejuicios de edad hacia artistas femeninas mayores de 35 años. Sin embargo, Callie Ahlgrim rechazó esta idea y aseguró que «la reacción adversa [a 143] está más que justificada, aunque quizá sea generosa».

### Comercial
143 alcanzó el sexto puesto en el Billboard 200 de Estados Unidos, siendo el séptimo álbum de la intérprete en ingresar al top diez. Vendió 48 000 unidades equivalentes, con 37 500 en ventas puras, 10 000 provenientes de streaming (13.11 millones de reproducciones bajo demanda) y 500 en unidades por pistas individuales. Permaneció dos semanas en la lista, convirtiéndose en el álbum con menor duración en el ranking de su carrera. Algunos periodistas señalaron que el declive comercial de la cantante continuaba con 143. En Europa, logró un mejor desempeño, superando las cifras iniciales de Smile (2020) en varios países. Debutó en el sexto puesto del UK Albums Chart con 9 250 unidades equivalentes, registrando las mejores ventas iniciales de la artista en ese país desde Witness (2017) y convirtiéndose en su sexto álbum en ingresar al top diez.
En España, alcanzó el tercer lugar, logrando su mejor posición en el país desde Witness. De manera similar, debutó en el sexto puesto en Italia, superando el décimo lugar de Smile. También ocupó el sexto y quinto puesto en las listas de Flandes y Valonia en Bélgica, consolidándose como su quinto álbum consecutivo en el top diez de ambas regiones. En Australia, 143 debutó en el segundo puesto del ARIA Top 50 Albums Chart y permaneció en el top veinte en su segunda semana, impulsado por la presentación de la artista en la final de la AFL de 2024. El álbum también ingresó al top diez en Nueva Zelanda y Escocia.

## Lista de canciones
| Lista de canciones de la edición estándar de 143. |                                    | |                                                                            |          |  |
| N.º                                               | Título                             | Escritor(es)                                                                                                  | Productor(es)                                                              | Duración |  |
| 1.                                                | «Woman's World»                    | Katy Perry, Chloe Angelides, Łukasz Gottwald, Aaron Joseph, Vaughn Oliver, Rocco Valdes                       | Dr. Luke, Joseph, Rocco Did It Again!, Oliver, Kalani Thompson, Ryan Ogren | 2:43     |  |
| 2.                                                | «Gimme Gimme» (con 21 Savage)      | Perry, Ogren, Gottwald, Shéyaa Bin Abraham-Joseph, Valdes, Theron Thomas, Gamal Lewis, Ferras                 | Dr. Luke, Rocco Did It Again!, Ogren, Thompson                             | 2:57     |  |
| 3.                                                | «Gorgeous» (con Kim Petras)        | Perry, Petras, Oliver, Malibu Babie, Angelides, Gottwald, Max Martin, Joseph, Valdes, Devin Wilkes            | Dr. Luke, Oliver, Malibu Babie, Ogren, Thompson                            | 3:17     |  |
| 4.                                                | «I'm His, He's Mine» (con Doechii) | Perry, Jaylah Hickmon, Lewis, Gottwald, Valdes, Ferras, Ogren, Thomas, Neal Conway, Crystal Waters            | Dr. Luke, Rocco Did It Again!, Ogren, Thompson                             | 3:18     |  |
| 5.                                                | «Crush»                            | Perry, Ogren, Gottwald, Valdes, Thomas, Keegan Bach, Emily Warren, Scott Harris, Sarah Hudson, Dallas Koehlke | Dr. Luke, Ogren, Thompson                                                  | 2:57     |  |
| 6.                                                | «Lifetimes»                        | Perry, Lewis, Gottwald, Valdes, Hudson, Ogren, Thomas, Oliver                                                 | Dr. Luke, Oliver, Ogren, Thompson                                          | 3:12     |  |
| 7.                                                | «All the Love»                     | Perry, Oliver, Joseph, Ogren, Gottwald, Bach, Ferras                                                          | Dr. Luke, Oliver, Joseph, KBeazy, Ogren, Thompson                          | 3:15     |  |
| 8.                                                | «Nirvana»                          | Oliver, Joseph, Ogren, Gottwald, Valdes, Bach, Hudson, Koehlke, Thomas, Warren, Harris                        | Dr. Luke, Oliver, Joseph, KBeazy, Ogren, Thompson                          | 2:51     |  |
| 9.                                                | «Artificial» (con J.I.D)           | Perry, Angelides, Destin Route, Gottwald, Joseph, Bach, Hudson, Samuel Catalano                               | Dr. Luke, KBeazy, Ogren, Thompson                                          | 2:43     |  |
| 10.                                               | «Truth»                            | Oliver, Ogren, Gottwald, Lewis, Hudson                                                                        | Dr. Luke, Oliver, Ogren, Thompson                                          | 2:57     |  |
| 11.                                               | «Wonder»                           | Perry, Cato Sundberg, Kent Sundberg, Ferras, Tor Erik Hermansen, Mikkel S. Eriksen, Henry Walter              | Stargate, Cirkut                                                           | 3:24     |  |
| 33:34                                             |                                    | |                                                                            |          |  |

| HMV, Target, and Japanese edition (bonus track) |               |             |          |  |
| N.º                                             | Título        | Producer(s) | Duración |  |
| 12.                                             | «Has a Heart» | Dr. Luke    | 2:49     |  |
| 36:23                                           |               |             |          |  |

| Web store exclusive purple LP edition (bonus track) |                           |             |          |  |
| N.º                                                 | Título                    | Producer(s) | Duración |  |
| 12.                                                 | «No Tears for New Year's» | Dr. Luke    | 3:23     |  |
| 36:57                                               |                           |             |          |  |

| 143: I Love You More web store digital deluxe edition (bonus tracks) |                              |             |          |  |
| N.º                                                                  | Título                       | Producer(s) | Duración |  |
| 12.                                                                  | «I Woke Up»                  | Dr. Luke    | 2:28     |  |
| 13.                                                                  | «No Tears for New Year's»    | Dr. Luke    | 3:23     |  |
| 14.                                                                  | «Gimme Gimme» (solo version) | Dr. Luke    | 2:44     |  |
| 42:09                                                                |                              |             |          |  |

| 143: I Love You IRL web store digital deluxe edition (bonus tracks) |                                        |          |  |
| N.º                                                                 | Título                                 | Duración |  |
| 12.                                                                 | «Woman's World» (live from Brazil)     | 3:18     |  |
| 13.                                                                 | «California Gurls» (live from Brazil)  | 3:17     |  |
| 14.                                                                 | «Teenage Dream» (live from Brazil)     | 3:43     |  |
| 15.                                                                 | «Part of Me» (live from Brazil)        | 4:03     |  |
| 16.                                                                 | «Dark Horse» (live from Brazil)        | 2:48     |  |
| 17.                                                                 | «Never Really Over» (live from Brazil) | 3:36     |  |
| 18.                                                                 | «Wide Awake» (live from Brazil)        | 3:41     |  |
| 19.                                                                 | «Lifetimes» (live from Brazil)         | 3:11     |  |
| 1:01:11                                                             |                                        |          |  |

| 1432 digital reissue (bonus tracks) |                           |             |          |  |
| N.º                                 | Título                    | Producer(s) | Duración |  |
| 12.                                 | «I Woke Up»               | Dr. Luke    | 2:28     |  |
| 13.                                 | «Has a Heart»             | Dr. Luke    | 2:49     |  |
| 14.                                 | «No Tears for New Year's» | Dr. Luke    | 3:23     |  |
| 15.                                 | «OK»                      | Dr. Luke    | 2:38     |  |
| 44:55                               |                           |             |          |  |

Notas
- «I'm His, He's Mine» contiene samples de «Gypsy Woman», escrita por Neal Conway y Crystal Waters.[cita requerida]
- «Crush» contiene elementos de «My Heart Goes Boom (La Di Da Da)», escrita por Barbara Alcindor, Thorsten Dreyer y Karsten Dreyer.[cita requerida]
- Los temas extra de 143: I Love You IRL fueron grabados durante la actuación de Perry en Rock in Rio en Río de Janeiro, Brasil el 20 de septiembre de 2024.[cita requerida]

## Posicionamiento en listas
| Listas (2024)                              | Mejor posición |
| ------------------------------------------ | -------------- |
| Australia (ARIA)                           | 2              |
| Austria (Ö3 Austria)                       | 8              |
| Bélgica (Ultratop Flandes)                 | 6              |
| Bélgica (Ultratop Valonia)                 | 5              |
| Canadá (Billboard Canadian Albums)         | 42             |
| Croacia International Albums (HDU)         | 7              |
| Países Bajos (Album Top 100)               | 13             |
| Francia (SNEP)                             | 14             |
| Alemania (Offizielle Top 100)              | 16             |
| Grecia Albums (IFPI Greece)                | 62             |
| Irlanda (OCC)                              | 20             |
| Italia (FIMI)                              | 6              |
| Japón Digital Albums (Oricon)              | 29             |
| Japón Hot Albums (Billboard Japan)         | 74             |
| Japón Western Albums (Oricon)              | 21             |
| Nueva Zelanda (Recorded Music NZ)          | 9              |
| Polonia (ZPAV)                             | 15             |
| Portugal (AFP)                             | 20             |
| Escocia (Scottish Albums Chart)            | 4              |
| España (PROMUSICAE)                        | 3              |
| Suecia Physical Albums (Sverigetopplistan) | 18             |
| Suiza (Schweizer Hitparade)                | 12             |
| Reino Unido (UK Albums Chart)              | 6              |
| Estados Unidos (Billboard 200)             | 6              |

## Historial de lanzamientos
| País                     | Fecha                    | Formato(s)                                              | Edición              | Discográfica          | Ref.            |
| ------------------------ | ------------------------ | ------------------------------------------------------- | -------------------- | --------------------- | --------------- |
| Varios                   | 20 de septiembre de 2024 | Casete disco compacto descarga digital streaming vinilo | Estándar             | Capitol               | [ 17 ]          |
| Varios                   | 20 de septiembre de 2024 | Disco compacto vinilo                                   | HMV/Target           | Capitol               | [ 116 ] [ 117 ] |
| Estados Unidos Australia | 23 de septiembre de 2024 | Descarga digital                                        | 143: I Love You More | Capitol               | [ 118 ] [ 119 ] |
| Japón                    | 25 de septiembre de 2024 | Disco compacto                                          | Japón                | Universal Music Japan | [ 120 ]         |
| Estados Unidos           | 26 de septiembre de 2024 | Descarga digital                                        | 143: I Love You IRL  | Capitol               | [ 121 ]         |
| Varios                   | 20 de diciembre de 2024  | Descarga digital streaming                              | 1432                 | Capitol               | [ 122 ]         |